# Веригин, Сергий Константинович
Сергий Константинович Веригин (24 марта 1868, Любляна, Австрийская империя — 16 февраля 1938, Рим, Италия) — православный, затем католический священник, член Папской комиссии «Pro Russia» и Конгрегации по делам Восточных церквей, участник Русского апостолата в Зарубежье.

## Биография
Родился в семье русского дипломата в Любляне. В 1888 году окончил Лицей в память цесаревича Николая, по желанию матери брал уроки рисования и игры на скрипке. По воспоминания Софии Александровны Зерновой (матери Н. М. Зернова): «Окончив курс в лицее, Сергей хотел принять постриг, но, встретив сопротивление матери, он согласился на брак и белое священство.» Поступил в Московскую духовную академию, где учился вместе с Николаем Толстым.
В 1889 году рукоположен в сан священника в Пензе, после чего был священником родовом селе Ершово Пензенской губернии. Переехал во Францию. С 1905 по 1907 годы служил настоятелем в Александро-Невской церкви в городе По и приписанной к нему церкви в Биаррице.
28 августа 1907 года принят в католичество кардиналом Мариано Рамполла дель Тиндаро. Митрополитом Андреем Шептицким инкардинирован в УГКЦ 8 августа 1910 года и направлен в Рим для служения в русской католической церкви святого Лаврентия, настоятелем которой оставался до 1932 года. Затем с 10 октября 1932 года стал настоятелем новой церкви святого Антония при Руссикуме. В 1911 году создал Братство св. кн. Владимира, духовником которого оставался до конца жизни. Проживал в Греческой коллегии, где и скончался в 1938 году в результате непродолжительной болезни.
Отец Веригин был советником Папской комиссии «Pro Russia» с 1927 года и Конгрегации по делам Восточных церквей с 1935 года.
Похоронен в склепе Греческой коллегии на римском кладбище Кампо Верано.

## Семья
Сергей Константинович был старшим из четырёх детей в семье Константина Михайловича Веригина (1813—1882) и его второй супруги Марии Ивановны Похвисневой (1836—1896), бывшей в первом браке за князем Голицыным, адъютантом графа Воронцова. По желанию матери женился на Татьяне Ивановне Мусиной-Пушкиной (1868—?), дочери Ивана Ивановича Мусина-Пушкина (1835—1908) и княжны Варвары Дмитриевны Друцкой (1835—1894). В браке родились сын и дочь.
К выбору невесты он относился совершенно равнодушно. Её нашли в родовитой, но обедневшей семье Мусиных-Пушкиных. Она не разделяла интересов своего жениха. Её просто уговорили выйти за состоятельного человека. Брак был несчастлив и кончился разводом.
Его брат, поручик лейб-гвардии гусарского полка Михаил Константинович Веригин (1870—1911), женился на цыганке Домне Алексеевне Мосальской (1872—1960), солистке петербургского хора Шишкина. Их старший сын, инженер-химик и парфюмер Константин Михайлович Веригин (1899—1982), принимал участие в создании духов «Chanel № 5».